# Euselasia dorina
Euselasia dorina is een vlindersoort uit de familie van de prachtvlinders (Riodinidae), onderfamilie Euselasiinae.
Euselasia dorina werd in 1860 beschreven door Hewitson.